# Петров Геннадій Терентійович
Петров Геннадій Терентійович (2 червня 1936, м. Суми — 12 жовтня 1996, там само, похований у с. Велика Чернеччина) — український журналіст, краєзнавець-дослідник, бібліофіл. Один із фундаторів професійного жанру журналістських розслідувань.

## Біографія
Народився 2 червня 1936 року в Сумах. Батьки — Терентій Степанович (1895—1975), мати Марія Олексіївна (1896—1981). В родині було шестеро дітей. Усі його предки по материнській лінії — сум'яни і мешкали на одній із найстаріших вулиць — Гончарній і займались гончарством. Середню освіту здобував у Глухові, Ромнах, Сумах, райцентрі Талалаївка (тоді Сумської, тепер Чернігівської області). Найдовше — в Глухові, де батьки з перервами жили від 1939 по 1958 рік. Закінчив факультет журналістики Львівського університету ім. І. Франка (1960). Навчався в аспірантурі Інституту мистецтвознавства, фольклористики та етнографії ім. М. Т. Рильського АН України, але був виключений на підставі звинувачення в «українському буржуазному націоналізмі».
По закінченні вузу з 1960 р. працював відповідальним секретарем у редакціях газет — у селищі Хотінь, через рік — у Сумах у районній газеті «Вперед». Завдяки Геннадію Петрову маленька провінційна газета ставала центром культурних подій не тільки Сумщини, а й України. З 1990 року — на цій же посаді у редакції сумського тижневика «Панорама Сумщини». Завдяки публікаціям Петрова видання мало значний попит у сум'ян.
Г. Петров при райгазеті «Вперед» створив і очолив на громадських засадах сумський опорний пункт видавництва «Дніпро». Був членом правління Сумської районної організації товариства книголюбів, виступав з блискучими лекціями, проводив екскурсії, був активним учасником і організатором багатьох культурно-масових заходів в Сумах і області.
Приватна книгозбірня Г. Петрова складала біля семи тисяч примірників української, російською, білоруською, польською, чеською, словацькою, болгарькою мовами. Ними всіма читав. Перед смертю заповів усе своє багатство музеям, архіву, друзям, опікунам; біля 700 краєзнавчих примірників — Сумській обласній універсальній науковій бібліотеці.
У планах Г. Петрова було написати книги краєзнавчих нарисів і розвідок «Під глухівськими зорями», «Моя Хотінь», «Слідами Олександра Олеся», «Люди, серед яких я жив». На жаль, вони залишилися незавершеними.
Г. Т. Петрова не стало 12 жовтня 1996 року. Вічний спокій він знайшов у с. Велика Чернеччина Сумського району, поряд з другом юності поетом Анатолієм Семенютою (така була воля Г. Петрова).
Г. Т. Петров залишив після себе архів (матеріали про Сумщину та її визначних діячів), доступ до якого, згідно його заповіту, був закритий на 25 років, тобто до 12 жовтня 2021 року.

## Краєзнавчо-дослідницька діяльність
Краєзнавство становило пріоритет захоплень Г. Петрова — це був поклик його душі.
1990—1993 рр. — найбільш плідний період щодо краєзнавчих публікацій Г. Петрова. Їх загальна кількість — понад 350. Це, по суті, своєрідна енциклопедія з історії, літератури, мистецтва Сумщини.
Передусім його заслуга в тім, що на Сумщині було відроджено пам'ять про таких замовчуваних, паплюжених в роки сталінщини видатних земляків, як художник і поет Никанор Онацький, поет Олександр Олесь, драматург Яків Мамонтов, поет Володимир Нарбут, письменник і політичний діяч Гнат Михайличенко та ін. Він об'їздив місця, де вони народились і жили, віднаходив документи і матеріали про їх життя і творчість, уточнював факти їх біографії, листувався з родичами.
Г. Т. Петров написав нариси про численні міста і села області для обох видань «Історії міст і сіл УРСР. Сумська область» (1973, 1980).
Писав про історію судноплавства на Пслі і Сеймі, діяльність сумських підприємців — Івана та Павла Харитоненків, Олексія Алчевського; про глухівську минувшину — давні гармати, давню книготогівлю, давні шляхи; про краєзнаців Сумщини — лікаря Петра Дорошенка, священика Василя Петровського, педагога Павла Сапухіна.
Дослідив і виправив у загальноукраїнських енциклопедіях, що О. Олесь народився не у Верхосулці і не у Кандибиному, а у м. Білопілля. Тут він відшукав дім, в якому з'явився на світ поет. На цьому будинку у 1988 р. відкрито меморіальну дошку.
В м. Суми на вулиці Петропавлівській Г. Петров віднайшов будинок, де мешкала мати О. Олеся. Нині на ньому встановлено меморіальну дошку.
З ініціативи Г. Петрова меморіальні дошки встановлено на батьківщині Я. Мамонтова в с. Шапошникове Сумського району, в Сумах — на дитячому будинку, де виховувався видатний скульптор Михайло Лисенко. а також у Нижній Сироватці, де вчителював Борис Гринченко.
Багато зробив для вшанування пам'яті геніальної української поетеси Лесі Українки на Сумщині. Йому пощастило записати ряд цікавих спогадів односельців косівщинської лікарки Параски Богуш, до якої приїздила поетеса, і розшукати в Ленінграді (нині м. Санкт-Петербург, РФ) онуку П. Н. Богуш.
Започаткував і провів 13 Лисенківських свят мистецтв у с. Шпилівка Сумського району (останнє — 1989 р.), присвячених скульптору, народному художнику СРСР Михайлу Лисенку, уродженцю цього села. До цих свят залучалися митці Києва і Сум, вони були єдиними в своєму роді в Україні.
Завдяки зусиллям Г. Петрова вдалося у 60-х рр. відстояти Свято-Воскресенський кафедральний собор у Сумах — перлину козацького бароко — від руїнницьких замірів тодішніх керівників міста.
Прикметна риса публікацій Г. Петрова — новизна фактажу і підходів до теми, органічне поєднання архівного матеріалу з живою дійсністю.

## Вшанування пам'яті
- Пам'ять про Г. Петрова увічнена у телепередачі «Знайомство зблизька» із циклу «Земляки», підготовленій тележурналістом Державної телерадіокомпанії Юрієм Миколайовичем Цариком в липні 1996 р.
- Його ім'ям названо провулок в Сумах (2016)[1]
- У смт Хотінь, де він розпочинав свою трудову діяльність, діє історико-краєзнавчий музей імені Геннадія Петрова при спеціалізованій загально-освітній школі I—III ступенів (2009)[2]
- Його пам'яті присвячені Петровські читання, започатковані Державним архівом Сумської області у 2006 р.
- У 2003 р. започатковані обласні турніри юних журналістів імені Геннадія Петрова на базі Сумської гімназії № 1[3]

### Публікації Г.Т.Петрова

#### Окремі видання
- Щоденники. Нариси. Статті / Держ. архів Сумської обл. ; упоряд.: Л. А. Покидченко (відп. упоряд.), В. А. Марченко, Г. С. Сафонова. — Суми : Коллаж-Принт, 2017. — 980 с.
- Рідний берег поета. Статті про Олександра Олеся / Сумський держ. ун-т. — Суми : Собор, 1997. — 56 с.

#### Статті у книгах
- Історія міст і сіл Української СРСР. Сумська область / І. Я. Макухін, І. Т. Гриченко та ін. — Харків, 1973. — С. 206—223, 291—316, 555—565.
- История городов и сел Украинской ССР. Сумская область. — Харьков, 1980. — С. 227—244 (в соавт.), 297—313 (в соавт.), 522—546 (в соавт.), 547—554, 556—559.
- Глухов: очерк // Путешествие по Сумщине: путеводитель. — 2-е изд., доп. и испр. — Харьков : Прапор, 1984. — С. 64–87.
- Літературні свята на батьківщині першого перекладу «Слова о полку Ігоревім» в Україні // Результаты и перспективы исследования «Слова о полку Игореве» : тезисы докл. и сообщ. первой науч. конф. участников семинария по изучению «Слова» / СГПИ им. А. С. Макаренко и др. — Сумы, 1988. — С. 44–45.
- Про автора // Липницкая А. Мы только путники: стихи. — Сумы, 1991. — (на обложке).
- Про походження назви вулиці Кобижча у м. Лебедині Сумської області та значення топоніміки у патріотичному вихованні школярів // Патріотичне виховання школярів та студентів у позакласній краєзнавчій суспільно-корисній діяльності (на матеріалах охорони і вивчення пам'яток історії і культури) / СДПІ ім. А. С. Макаренка та ін. — Суми, 1992. — С. 35–36.
- Про автора // Сапухин П. А. А. П. Чехов на Сумщине. — Сумы : Ред.-изд. отдел облуправления по печати, 1993. — С. 3–4.
- Тут він народився // Поет з душею вогняною. Олександр Олесь у спогадах, листах і матеріалах. — Київ : Дніпро, 1999. — С. 175—177.
- Палац над ставом // Литвин М. Хотінь — наш край Слобожанський: збірник нарисів і спогадів. — Суми : Слобожанщина, 2002. — С. 39–44.
- Вони — з Хотіні: подвиг хотінців у роки війни // Литвин М. Хотінь — наш край Слобожанський: збірник нарисів і спогадів. — Суми : Слобожанщина, 2002. — С. 62–70.
- Де народився Олександр Олесь?: (републікація) // Земляки: альманах Сумського земляцтва в Києві. Вип. 1. 2003—2004 роки. — Суми : Собор, 2004. — С. 131—136.
- Пробудження. Спогад про повоєнне глухівське дитинство // Матеріали науково-практичної конференції дослідників «Петровські читання», 2 червня 2006 р. / Держ. архів Сум. області. — Суми, 2006. — С. 38–42.
- Соло у сутінках // Й сонця прихилив… Микола Данько. Спогади і документи / упоряд. і авт. приміт. Г. Хвостенко. — Суми : Мрія, 2007. — С. 9–19.
- Хто ж заснував краєзнавчий музей у Глухові? // Сумщина. Велика спадщина. Краєзнавство / ред. О. Корнієнко. - Суми : Університетська книга, 2019. - С. 219-223.